# Luidia lawrencei
Luidia lawrencei is een kamster uit de familie Luidiidae.
De wetenschappelijke naam van de soort werd in 2010 gepubliceerd door Hopkins & Knott.